# Neoneura rubriventris
Neoneura rubriventris – gatunek ważki z rodziny łątkowatych (Coenagrionidae). Występuje na terenie Ameryki Południowej.